# German Masters 1998 (Badminton)
Die German Masters 1998 im Badminton fand am 28. und 29. März 1998 in Goldbach statt.

## Finalergebnisse
| Disziplin    | Sieger                            | Finalist                   | Ergebnis           |
| ------------ | --------------------------------- | -------------------------- | ------------------ |
| Herreneinzel | Oliver Pongratz                   | Marek Bujak                | 15:6, 11:15, 15:12 |
| Dameneinzel  | Nicole Grether                    | Heike Schönharting         | 11:2, 11:7         |
| Herrendoppel | Michael Keck Christian Mohr       | Stefan Frey Kai Mitteldorf | 15:9, 15:4         |
| Damendoppel  | Karen Stechmann Kerstin Ubben     | Nicol Pitro Anika Sietz    | 18:16, 15:9        |
| Mixed        | Michael Keck Erica van den Heuvel | Stephan Kuhl Nicol Pitro   | 15:11, 15:14       |